# Mahiedine Mekhissi
Mahiedine Mekhissi Benabbad (* 15. März 1985 in Reims) ist ein französischer Hindernisläufer algerischer Abstammung.

## Karriere

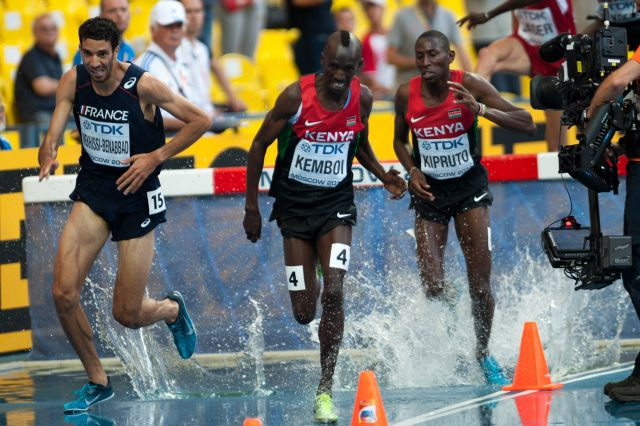
Mekhissi (links) bei den Weltmeisterschaften 2013

2007 wurde er U-23-Europameister im 3000-Meter-Hindernislauf. Bei den Weltmeisterschaften in Osaka schied er im Vorlauf aus.
Bei den Olympischen Spielen 2008 in Peking gewann er mit seiner persönlichen Bestzeit von 8:10,49 min die Silbermedaille, 15 Hundertstelsekunden hinter dem amtierenden Weltmeister Brimin Kiprop Kipruto (KEN) und 12 Hundertstelsekunden vor dessen Landsmann Richard Kipkemboi Mateelong. Nachdem Mekhissi bei den Weltmeisterschaften in Berlin erneut im Vorlauf ausgeschieden war, stand er 2010 bei den Europameisterschaften in Barcelona wieder im Finale. Dort setzte er sich mit seinem Landsmann Bouabdellah Tahri frühzeitig vom Feld ab, im Endspurt sicherte er sich mit neuem Europameisterschaftsrekord von 8:07,87 min den Titel vor Tahri. Bei den Weltmeisterschaften in Daegu belegte er hinter den Kenianern Ezekiel Kemboi und Brimin Kiprop Kipruto den dritten Platz mit einer Zeit von 8:16,09 min.
Bei den Olympischen Spielen 2012 in London gewann Mekhissi erneut die Silbermedaille im 3000-Meter-Hindernislauf. Mit einer Endzeit von 8:19,08 min erreichte er den zweiten Platz hinter dem Kenianer Ezekiel Kemboi. Kemboi siegte in 8:18,56 min. In der Qualifikation hatte der Franzose mit 8:16,23 min die schnellste Qualifikationszeit erreicht.
Im März 2013 gewann er bei den Halleneuropameisterschaften 2013 im schwedischen Göteborg die Goldmedaille im 1500-Meter-Lauf. Im Juli stellte er beim Diamond-League-Meeting in Paris einen neuen Europarekord über 3000 Meter Hindernis in 8:00,09 min auf.
Bei den Weltmeisterschaften 2013 im russischen Moskau lief Mekhissi in 8:07,86 min zur Bronzemedaille hinter den Kenianern Ezekiel Kemboi und Conseslus Kipruto.
Bei den Europameisterschaften 2014 in Zürich kam Mekhissi im Rennen über 3000 Meter Hindernis zwar mit klarem Vorsprung als Erster ins Ziel, wurde jedoch nachträglich disqualifiziert, weil er sich bereits auf der Zielgeraden sein Trikot vom Leib gerissen hatte. Er nahm das Trikot in den Mund, übersprang so das letzte Hindernis und überquerte mit nacktem Oberkörper die Ziellinie. Das Team um den viertplatzierten Spanier Ángel Mullera legte nach dem Lauf Protest gegen die Wertung ein, und Mekhissi wurde aufgrund der Regeln 143.1 und 143.7 der IAAF, die besagen, dass zum einen Athleten während eines Wettkampfes ein Trikot tragen müssen und zum anderen die Wettkampfnummern sichtbar befestigt sein müssen, der Titel aberkannt. Der anschließende Gegenprotest des französischen Verbands wurde abgelehnt. Drei Tage später lief Mekhissi zu einem klaren Sieg im 1500-Meter-Lauf.
2016 wurde er in Amsterdam zum dritten Mal Europameister über die 3000-Meter-Hindernisstrecke. Bei den Olympischen Spielen in Rio de Janeiro gewann er die Bronzemedaille. Er hatte das Ziel zwar nur als Vierter erreicht, rückte aber um einen Rang vor, nachdem der ursprüngliche Drittplatzierte Ezekiel Kemboi aus Kenia infolge eines Protests der französischen Mannschaft wegen unerlaubten Verlassens der Bahn disqualifiziert worden war.

## Gewalttätiges Verhalten
Mahiedine Mekhissi ist unter anderem für sein unsportliches Verhalten abseits des Laufens bekannt. So befahl er bei den Europameisterschaften 2010 dem Maskottchen vor ihm auf die Knie zu gehen und schubste es daraufhin zu Boden. Bei den Europameisterschaften 2012 schlug der Franzose einem Maskottchen, in dem ein 14-jähriges Mädchen steckte, einen Beutel aus den Händen und stieß es mit beiden Händen um. Beim Diamond-League-Meeting in Monaco 2011 schlug er sich mit seinem Teamkameraden Mehdi Baala. Daraufhin wurden er und Baala für zehn Monate gesperrt (fünf davon auf Bewährung), mussten eine Strafe von 1500 Euro bezahlen und 50 Stunden Sozialarbeit leisten.

## Bestzeiten
- 1500 Meter: 3:33,12 min, aufgestellt am 2. Juli 2013 in Tomblaine
- 3000 Meter: 7:44,98 min, aufgestellt am 30. Mai 2010 in Hengelo
- 3000 Meter Hindernis: 8:00,09 min, aufgestellt am 6. Juli 2013 in Saint-Denis